# 田中路教
田中 路教（たなか みちのり、1990年10月4日 - ）は、日本の男性総合格闘家。神奈川県横浜市出身。チーム・アルファメール・ジャパン所属。元PXCバンタム級王者。

## 来歴
K-1やPRIDEなどに影響されて、小学生の頃から格闘家になる事を夢見ていた。中学2年生の頃から柔道を始め、横須賀学院高校在学時には柔道部に所属。柔道を5年間経験した。高校卒業前から総合格闘技の練習を始めた。
2010年に全日本アマチュア修斗選手権フェザー級（-60kg）で優勝。プロに転向後は修斗で5連勝を挙げ、2011年の修斗フェザー級新人王に選ばれた。
2012年11月17日、アメリカ合衆国の総合格闘技団体PXCと契約を交わし、PXC 34でラッセル・ドーンに3R一本勝ち。海外戦初戦にして初勝利を挙げた。
2013年5月18日、PXC 37でPXCバンタム級王者クリサント・ピットピットンゲに挑戦し、3R判定勝ちを収め王座獲得に成功した。
2013年10月25日、PXC 40で行われたPXCバンタム級タイトルマッチで挑戦者カイル・アグォンと対戦し、判定勝ちを収め初防衛に成功した。

### UFC
2014年2月2日、自身のtwitterでUFCと契約した事を発表。同時に5年間所属してきたリバーサルジム横浜グランドスラムを離脱し、フリーとして活動していく事を表明した。
2014年6月14日、UFC初出場となったUFC 174でローランド・デロームと対戦し、3R判定勝ち。
2014年9月20日、日本開催となったUFC Fight Night: Hunt vs. Nelsonでカン・ギョンホと対戦し、1-2の僅差の判定負け。プロキャリア初黒星となった。この試合はファイト・オブ・ザ・ナイトに選ばれたが、試合後、薬物検査において禁止薬物に指定されているエフェドリンとプソイドエフェドリンの陽性反応が出た事で、9か月の試合出場停止処分を科された。田中はこの陽性反応について自身のブログで、「身に覚えのない事だったので摂取した物を一つ一つ調べたところ、花粉症対策で飲んだ漢方薬『小青竜湯』にエフェドリンが含まれていた。自分の考えの甘さと知識の無さがこのような結果を招いてしまった」と説明している。
2016年1月2日、UFC 195でジョー・ソトと対戦し、判定勝ちを収めた。
2016年9月24日、UFC Fight Night: Cyborg vs. Lansbergでハニ・ヤヒーラと対戦し、判定負けを喫した。
2017年10月29日、GRANDSLAM 6で、フライ級のホジェリオ・ボントリンとバンタム級契約で対戦し、3Rにチョークスリーパーで一本勝ち。
2021年11月5日、LFA 138: Farias vs. Tanakaでアリ・ファリアスと対戦し、1-2の判定負けを喫した。

## 戦績

### 総合格闘技
| 総合格闘技 戦績 | 総合格闘技 戦績 | 総合格闘技 戦績 | 総合格闘技 戦績 | 総合格闘技 戦績 | 総合格闘技 戦績 | 総合格闘技 戦績 |
| --------------- | --------------- | --------------- | --------------- | --------------- | --------------- | --------------- |
| 20 試合         | (T)KO           | 一本            | 判定            | その他          | 引き分け        | 無効試合        |
| 16 勝           | 0               | 6               | 10              | 0               | 0               | 0               |
| 4 敗            | 0               | 0               | 4               | 0               | 0               | 0               |

| 勝敗 | 対戦相手                     | 試合結果                   | 大会名                                                                                    | 開催年月日     |
| ○    | シンディレ・マネンゲラ       | 5分3R終了 判定3-0          | PANCRASE 336                                                                              | 2023年7月9日   |
| ○    | 笹晋久                       | 5分3R終了 判定3-0          | PANCRASE 333                                                                              | 2023年4月30日  |
| ×    | アリ・ファリアス             | 5分3R終了 判定1-2          | LFA 138: Farias vs. Tanaka                                                                | 2022年8月5日   |
| ○    | リカルド・ディアス           | 5分3R終了 判定3-0          | LFA 117: Dias vs. Tanaka                                                                  | 2021年11月5日  |
| ○    | ウラジミール・レオンティブ   | 5分3R終了 判定3-0          | PANCRASE303                                                                               | 2019年3月17日  |
| ○    | ホジェリオ・ボントリン       | 3R 2:27 チョークスリーパー | GRANDSLAM 6 -Way of the Cage-                                                             | 2017年10月29日 |
| ×    | リカルド・ラモス             | 5分3R終了 判定0-3          | UFC Fight Night: Bermudez vs. Korean Zombie                                               | 2017年2月4日   |
| ×    | ハニ・ヤヒーラ               | 5分3R終了 判定0-3          | UFC Fight Night: Cyborg vs. Lansberg                                                      | 2016年9月24日  |
| ○    | ジョー・ソト                 | 5分3R終了 判定2-1          | UFC 195: Lawler vs. Condit                                                                | 2016年1月2日   |
| ×    | カン・ギョンホ               | 5分3R終了 判定1-2          | UFC Fight Night: Hunt vs. Nelson                                                          | 2014年9月20日  |
| ○    | ローランド・デローム         | 5分3R終了 判定3-0          | UFC 174: Johnson vs. Bagautinov                                                           | 2014年6月14日  |
| ○    | カイル・アグォン             | 5分5R終了 判定3-0          | PXC 40 【PXCバンタム級タイトルマッチ】                                                    | 2013年10月25日 |
| ○    | クリサント・ピットピットンゲ | 5分5R終了 判定3-0          | PXC 37 【PXCバンタム級タイトルマッチ】                                                    | 2013年5月18日  |
| ○    | ケレイブ・ヴェロートン       | 2R 2:39 三角絞め           | PXC 36                                                                                    | 2013年3月8日   |
| ○    | ラッセル・ドーン             | 3R 2:09 スリーパーホールド | PXC 34                                                                                    | 2012年11月17日 |
| ○    | チェ・ジョンフン             | 1R 3:29 スリーパーホールド | 修斗                                                                                      | 2012年3月10日  |
| ○    | 石原夜叉坊                   | 5分2R終了 判定3-0          | 修斗 THE ROOKIE TOURNAMENT 2011 FINAL 【新人王決定トーナメント フェザー級 決勝】          | 2011年12月18日 |
| ○    | 小蒼卓也                     | 1R 3:09 三角絞め           | 修斗 SHOOTO GIG TOKYO Vol.7 【新人王決定トーナメント フェザー級 準決勝】                  | 2011年8月6日   |
| ○    | 六本木洋                     | 2R 1:29 腕ひしぎ十字固め   | 修斗 SHOOTO GIG SAITAMA 03 〜斗うことの誇り。 【新人王決定トーナメント フェザー級 1回戦】 | 2011年4月10日  |
| ○    | HAMAJI                       | 5分2R終了 判定3-0          | 修斗 SHOOTING DISCO 13 〜どうにもとまらない!!!〜                                          | 2010年10月16日 |

### グラップリング
| 勝敗 | 対戦相手 | 試合結果    | 大会名    | 開催年月日   |
| ○    | 井田悟   | ポイント4-2 | DEEP X 05 | 2010年2月6日 |

## 獲得タイトル
- 中部アマチュア修斗選手権 フェザー級 優勝（2010年）
- 第17回全日本アマチュア修斗選手権 フェザー級 優勝（2010年）
- 修斗フェザー級新人王（2011年）
- 第3代PXCバンタム級王座（2013年）

## 表彰
- UFC ファイト・オブ・ザ・ナイト（1回）
- 修斗 新人王MVP（2011年）